# French Open 1968
| ◄ French Open 1968 ►                                                         | ◄ French Open 1968 ►               |
| ---------------------------------------------------------------------------- | ---------------------------------- |
| Datum:                                                                       | 27. Mai–9. Juni 1968               |
| Auflage:                                                                     | 67. French Open                    |
| Ort:                                                                         | Roland Garros, Paris               |
| Belag:                                                                       | Sand                               |
| Titelverteidiger                                                             |                                    |
| Herreneinzel:                                                                | Roy Emerson                        |
| Dameneinzel:                                                                 | Françoise Dürr                     |
| Herrendoppel:                                                                | John Newcombe Tony Roche           |
| Damendoppel:                                                                 | Françoise Dürr Gail Sherriff       |
| Mixed:                                                                       | Billie Jean King Owen Davidson     |
| Sieger                                                                       |                                    |
| Herreneinzel:                                                                | Ken Rosewall                       |
| Dameneinzel:                                                                 | Nancy Richey                       |
| Herrendoppel:                                                                | Ken Rosewall Fred Stolle           |
| Damendoppel:                                                                 | Françoise Dürr Ann Jones           |
| Mixed:                                                                       | Françoise Dürr Jean-Claude Barclay |
| Grand Slams 1968                                                             |                                    |
| - Australian Championships - French Open - Wimbledon Championships - US Open |                                    |

Die 67. French Open 1968 waren ein Tennis-Sandplatzturnier der Klasse Grand Slam, das von der ILTF veranstaltet wurde. Es fand vom 27. Mai bis 9. Juni 1968 in Roland Garros, Paris, Frankreich statt.
Titelverteidiger im Einzel waren Roy Emerson bei den Herren sowie Françoise Dürr bei den Damen. Im Herrendoppel waren John Newcombe und Tony Roche, im Damendoppel Gail Sherriff und Françoise Dürr und im Mixed Billie Jean King und Owen Davidson  die Titelverteidiger.
Es war die erste Ausgabe des Grand-Slam-Turniers seit Beginn der Open Era, bei dem professionelle Tennisspieler zugelassen waren.

## Herreneinzel
Setzliste
| Nr. | Spieler         | Erreichte Runde |
| --- | --------------- | --------------- |
| 01. | Rod Laver       | Finale          |
| 02. | Ken Rosewall    | Sieg            |
| 03. | Andrés Gimeno   | Halbfinale      |
| 04. | Roy Emerson     | Viertelfinale   |
| 05. | Pancho Gonzales | Halbfinale      |
| 06. | Fred Stolle     | 3. Runde        |
| 07. | Lew Hoad        | 2. Runde        |
| 08. | Bob Hewitt      | 4. Runde        |

| Nr. | Spieler             | Erreichte Runde |
| --- | ------------------- | --------------- |
| 09. | Ion Țiriac          | Viertelfinale   |
| 10. | Wilhelm Bungert     | 2. Runde        |
| 11. | Nicola Pietrangeli  | 2. Runde        |
| 12. | István Gulyás       | Achtelfinale    |
| 13. | Cliff Richey        | Achtelfinale    |
| 14. | Ray Ruffels         | Achtelfinale    |
| 15. | Jan Kodeš           | 2. Runde        |
| 16. | Alexander Metreweli | 2. Runde        |

## Dameneinzel
Setzliste
| Nr. | Spielerin        | Erreichte Runde |
| --- | ---------------- | --------------- |
| 01. | Billie Jean King | Halbfinale      |
| 02. | Ann Jones        | Finale          |
| 03. | Françoise Dürr   | Achtelfinale    |
| 04. | Rosie Casals     | Achtelfinale    |
| 05. | Nancy Richey     | Sieg            |
| 06. | Kerry Melville   | Achtelfinale    |
| 07. | Vlasta Vopičková | Viertelfinale   |
| 08. | Maria Bueno      | Viertelfinale   |

| Nr. | Spielerin        | Erreichte Runde |
| --- | ---------------- | --------------- |
| 09. | Patricia Walkden | Achtelfinale    |
| 10. | Lea Pericoli     | 2. Runde        |
| 11. | Annette Du Plooy | Halbfinale      |
| 12. | Galina Baksheeva | Achtelfinale    |
| 13. | Elena Subirats   | Viertelfinale   |
| 14. | Gail Sherriff    | Viertelfinale   |
| 15. | Edda Buding      | Achtelfinale    |
| 16. | Monique Salfati  | 2. Runde        |

## Herrendoppel
Setzliste
| Nr. | Paarung                       | Erreichte Runde |
| --- | ----------------------------- | --------------- |
| 01. | Roy Emerson Rod Laver         | Finale          |
| 02. | Ken Rosewall Fred Stolle      | Sieg            |
| 03. | Bob Hewitt Frew McMillan      | Halbfinale      |
| 04. | Andrés Gimeno Pancho Gonzales | Viertelfinale   |

| Nr. | Paarung                           | Erreichte Runde |
| --- | --------------------------------- | --------------- |
| 05. | Ilie Năstase Ion Țiriac           | Halbfinale      |
| 06. | Owen Davidson Mike Sangster       | Achtelfinale    |
| 07. | Thomaz Koch José Edison Mandarino | Viertelfinale   |
| 08. | John Alexander Dick Crealy        | 2. Runde        |

## Damendoppel
Setzliste
| Nr. | Paarung                           | Erreichte Runde |
| --- | --------------------------------- | --------------- |
| 01. | Rosie Casals Billie Jean King     | Finale          |
| 02. | Françoise Dürr Ann Jones          | Sieg            |
| 03. | Maria Bueno Nancy Richey          | Halbfinale      |
| 04. | Annette Du Plooy Patricia Walkden | Halbfinale      |

| Nr. | Paarung                          | Erreichte Runde |
| --- | -------------------------------- | --------------- |
| 05. | Karen Krantzcke Kerry Melville   | Achtelfinale    |
| 06. | Galina Baksheeva Anna Dmitrieva  | Viertelfinale   |
| 07. | Jitka Volavkova Vlasta Vopičková | Achtelfinale    |
| 08. | Edda Buding Ilse Buding          | Achtelfinale    |

## Mixed
Setzliste
| Nr. | Paarung                        | Erreichte Runde |
| --- | ------------------------------ | --------------- |
| 01. | Owen Davidson Billie Jean King | Finale          |
| 02. | Ion Țiriac Ann Jones           | Viertelfinale   |
| 03. | Frew McMillan Annette Du Plooy | Halbfinale      |
| 04. | Bob Hewitt Rosie Casals        | Halbfinale      |

| Nr. | Paarung                            | Erreichte Runde |
| --- | ---------------------------------- | --------------- |
| 05. | Cliff Richey Nancy Richey          | Viertelfinale   |
| 06. | Ray Ruffels Karen Krantzcke        | 2. Runde        |
| 07. | Jean-Claude Barclay Françoise Dürr | Sieg            |
| 08. | Pierre Darmon Rosie Darmon         | Viertelfinale   |